# Дом-студия Луиса Баррагана
Дом-студия Луиса Баррагана (исп. Casa Luis Barragán) — дом в пригородном районе Мехико Такубая, бывшее место жительства архитектора Луиса Баррагана.
Ныне принадлежит организации Fundación de Arquitectura Tapatía и правительству мексиканского штата Халиско. Ныне здание является музеем архитектора и иногда используется для архитектурных выставок, однако посещение экспозиции возможно только по предварительной записи и в составе организованных групп.
Дом имеет статус объекта Всемирного наследия ЮНЕСКО с 2004 года как образец современной мексиканской архитектуры. Университет штата Арканзас использует здание для своих летних курсов по архитектуре. Расположенное на западе Мехико, это здание было построено в 1948 году. Оно отражает стиль дизайна Баррагана того периода и оставалось местом его жительства вплоть до смерти архитектора в 1988 году.

## История
Участок, на котором впоследствии было возведено здание, первоначально находился за пределами исторической Такубаи. Сам земельный участок Барраган, вероятно, купил в 1939 году в рамках более крупной земельной покупки в то время, когда его карьера сместилась из области сделок с недвижимостью в сферу архитектуры. В конце концов он продал другую часть земли, сохранив для себя только участок для будущего дома. Своего рода «предшественником» дома архитектора был «Дом Ортега» — уже существующее к тому моменту здание, спроектированное Барраганом для семьи Ортега. Архитектор жил там с 1943 по 1947 год. Изначально дом в Такубаи был спроектирован и построен в 1947 году для Луса Эскандона де Р. Валенсуэлы, но в 1948 году Барраган решил переехать в него сам, несмотря на то, что в то время работал над элитным районом Хардинес-дель-Педрегал в южной части города. Барраган жил там до своей смерти в 1988 году, и за это время дом претерпел много изменений, функционируя как своего рода лаборатория для его идей.
В 1993 году правительство штата Халиско и организация Arquitectura Tapatia фонда Луиса Баррагана приобрели дом, превратив его в музей в 1994 году. В 2004 году он был назван объектом Всемирного наследия ЮНЕСКО, став единственной частной резиденцией Латинской Америки, получившей такой статус. Он был включён в этот список как представитель архитектуры XX века, интегрируя традиционные и народные элементы и смешивая различные философские и художественные тенденции архитектуры середины XX века. Дом также назван одним из десяти самых важных зданий, построенных в XX веке, и являлся предметом различных публикаций, включая книгу «La casa de Luis Barragán», написанная тремя экспертами по творчеству Баррагана. Несмотря на свою важность, дом мало известен в качестве туристической достопримечательности Мехико и посещается, как правило, архитекторами и поклонниками искусства из разных стран мира.

## Описание дома

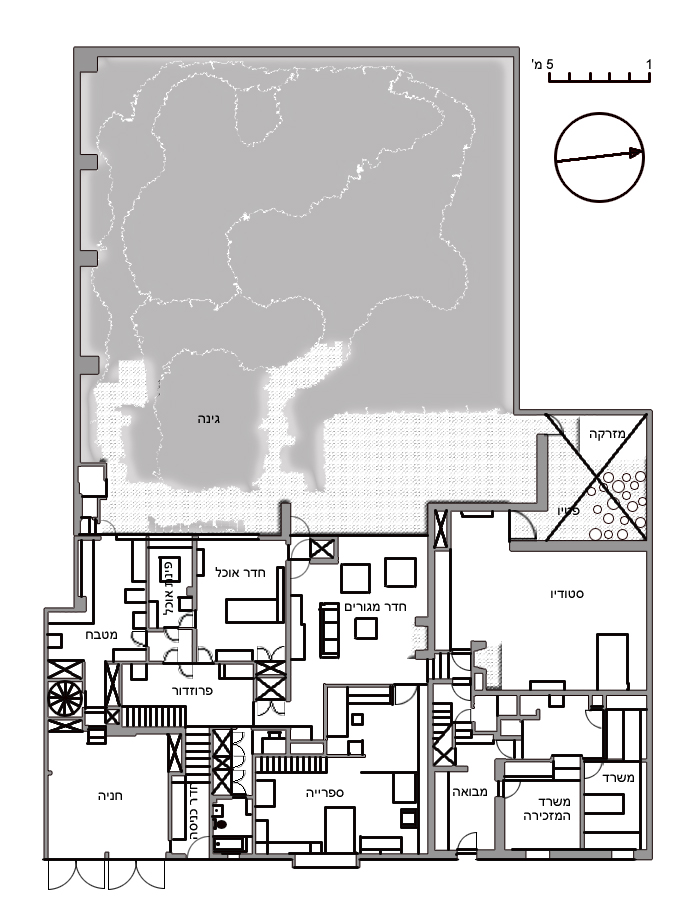
План первого этажа

Дом-студия расположен на двух соседних участках на Colonia Ampliación Daniel Garza в округе Мехико Мигель-Идальго. Главный фасад приходится на номера 12 и 14 по Calle General Francisco Ramírez, небольшой улице недалеко от исторического центра бывшего города Такубая. Ныне это район проживания в основном представителей рабочего класса, который полностью охвачен городской застройкой Мехико. Дом Ортега находится рядом. Дом-студия построен из бетона и покрыт штукатуркой, имеет два этажа, крышную террасу и сад рядом с ним. Северную часть здания занимает студия, с отдельным входом из дома № 12, а оставшаяся часть, дом № 14, был личным жилищем Баррагана.
Дом построен в основном в мексиканском архитектурном стиле, но в его элементах прослеживается и влияние мировой архитектуры. Мексиканское архитектурное влияние выражается в схожести здания с домами в штате Халиско, существовавшими ещё в юные годы Баррагана, использовании для возведения здания каменной кладки и традиции настоящего разделения общественного и частного пространства человека, что было реализовано в проекте здания. Созданная Барраганом расцветка для здания основана на ярких цветовых решениях традиционной Мексики, а также на художественных влияниях Руфино Тамайо и Хесуса Рейеса Феррейры. За исключением места для завтрака, в помещениях дома не предполагалось использовать искусственное освещение в течение дня ввиду наличия больших окон и другие проёмов, расположенных таким образом, чтобы впускать столько света, сколько возможно. В целом для внешнего вида постройки характерны минималистичный стиль и значительная схожесть с другими «рабочими» зданиями Мехико, существовавшим в то время.
Фасады обеих частей здания в целом гармонируют с общей панорамой улицы и выглядят очень просто, шероховатые бетонные стены очень похожи по цвету и структуре на стены соседних зданий. Единственное отличие состоит в том, что стены дома-студии гораздо выше. На юго-западной стороне здания, со стороны улицы, имеется лишь небольшое количество окон и две двери. По этой причине из дома не слишком хорошо видна улица. Поскольку фасад здания прост и прям, нет никакого способа угадать планировку внутренних помещений. Дом ориентирован внутрь, центром его внутренней части является сад, который сам находится в окружении высоких стен со всех сторон, кроме западной. Дом иногда сравнивается с «оазисом с высокими стенами», который не пускает в себя «городской хаос».
Уровень архитектуры здания отражается в его интерьере, в том числе на территории сада. Барраган использовал в нём сильные негармоничные цветовые схемы. Такой дизайн имел целью максимальное использование естественного света, а также создание свободного и расплывчатого пространства с помощью различных геометрических форм. Общая площадь здания составляет 1161 м2, включая два этажа, террасу на крыше и сад. Высота здания не являются однородной, и два «дома», составляющие здание (жилище и студия), имеют разные высоты; высота в студии и гостиной комнате первого этажа вдвое выше высоты в других помещениях.
Главный вход в студию находится в здании № 12, но в неё также можно попасть из гостиной и из сада через внутренний дворик.
За входной дверью в дом № 14 расположено тусклое фойе с голыми стенами, выступающее в роли буферной зоны между интерьерами дома и внешним миром. Фойе небольшого размера и с бедным убранством. Его полы выложены из вулканического камня. Фойе ведёт к прихожей с высоким потолком, полом из вулканического камня жёлтого цвета; одна из стен в нём окрашена в цвет фуксии.
За вестибюлем, после низкого порога и пергаментной ширмы, находится гостиная с потолком в два раза большей высоты, сделанным из деревянных балок, и полом из сосновых досок. Стены в ней белые и с небольшими дверями, ведущими в служебные помещения. Главное окно гостиной выходит на сад. Другие помещения на первом этаже включают читальный зал и библиотеку и столовую, потолки в которой довольно низкие, а стены выкрашены в цвет фуксии; в столовой располагается экспозиция керамических изделий из всех регионов Мексики. Области этого этажа отделены друг от друга лестничными клетками и ширмами.
Столовая (расположена в западном коридоре), гостиная (в северном коридоре), уголок для завтрака и кухня окнами выходят в сад, представляющий собой своего рода внутренний дворик, в котором располагается фонтан. Сад первоначально должен был представлять собой обычное ухоженное травяное поле, но затем архитектор решил допустить свободный рост целого ряда растений в саду (в том числе жасмина и нарцисса), что создавало бы ощущение лицезрения дикой растительности. Сам по себе сад небольшой, но кажется больше, поскольку граничит с соседским огородом. Окна, которые выходят на сад, были перемещены после того, как здание было закончено, и следы от старых заделанных окон придают внутреннему фасаду неопрятный вид. Окна были размещены и перемещены с вниманием к внутренним помещениям дома. Так, одно из перемещённых окон изначально находилось в столовой; возможно, это было сделано для того, чтобы улучшить панораму обзора из данного помещения, открывавшуюся сидящим за столом.
Ещё одним наружным проёмом в здании является Патио-де-лас-Оллас, патио на западной стороне здания. Этого патио не было в первоначальном плане дома, но оно стало результатом более поздней его модификации с целью отделения мастерской от сада. Патио небольшого размера, но оно обеспечивает нормальный уровень освещённости и наличие зелени в центре здания.
Второй этаж представляет собой в основном личные помещения архитектора с толстыми деревянными ставнями на окнах. Доступ к этой области здания и террасе на крыше осуществляется через каменные лестницы, не имеющие перил, что типично для проектов Баррагана. На верхнем этаже находятся спальня хозяина с гардеробной, комната для приёма гостей и «дневная комната». В главной спальне есть окно, выходящее в сад, и именно в этой комнате архитектор спал, называя её просто «белый зал». В этой комнате висит картина под названием Anunciación, а также ширма в тридцать см высотой с изображениями африканских модели, которые были вырезаны из журналов. Гардеробная, примыкающая к спальне, также называлась «Куарто-дель-Кристо», или комната Христа, с изображением распятия. Комната для приёма гостей, известная как «Тафанко», выходит окнами на восток, на улицу, и первоначально была террасой. Она и спальни имеют монашеский вид из-за бедности их обстановки и типа мебели в них, что отражает францисканские убеждения Баррагана.
На террасе на крыше имеются высокие стены цветов кроваво-красного, тёмно-коричнево-серого и белого, а полы выложены красной керамической плиткой. Стены имеют эффект обрамления неба, а также скрывают дымоход, бак для воды и служебную лестницу. Терраса использовалась в качестве небольшой смотровой точки с видом на внутренний дворик, обсерватории, часовня и сада. Сторона террасы с видом на сад имеет простые деревянные перила. Также на крыше расположены две хозяйственных комнаты, в том числе прачечная, там же имеется балкон.
Рядом с входом в здание № 14 находится гараж, а за ним — башенка с винтовой лестницей, ведущей на верхние этажи.